# Jorge Luis Borges
Jorge Luis Borges (uttalas på spanska [ˈxorxe ˈlwis ˈβorxes]), född 24 augusti 1899 i Buenos Aires, död 14 juni 1986 i Genève, var en argentinsk författare. Borges fullständiga namn var Jorge Francisco Isidoro Luis Borges Acevedo, men detta namn använde han sig aldrig av.
Med verk som Alefen (El Aleph) och Fiktioner (Ficciones) betraktas Borges som en av 1900-talets största författare. Han är främst känd för sin poesi och sina noveller.
Man brukar inom litteraturvetenskapen vanligen placera honom inom den så kallade "magiska realismen". Hans skönlitterära produktion var en källa till inspiration för den samtida kontinentalfilosofin. Såväl Julia Kristeva som Michel Foucault och Gilles Deleuze refererar till honom.

## Biografi

### Tidiga år
Borges föddes i Buenos Aires. Hans far, Jorge Guillermo Borges var advokat och psykologilärare med litterära ambitioner (Borges sa en gång: "Han försökte bli författare men misslyckades. Han skrev dock några mycket bra sonetter").
Borges mor, Leonor Acevedo Suárez, var översättare. Hans faders familj var både italiensk, spansk, portugisisk och brittisk. Hans mor var från Uruguay och hade spanska och möjligen portugisiska rötter. På så vis talades både spanska och engelska i hans barndomshem och Borges var redan under sin tidiga uppväxt tvåspråkig - han kunde till och med läsa på engelska innan han lärde sig läsa på spanska. Han växte upp i stadsdelen Palermo i Buenos Aires i ett stort hus med ett omfattande bibliotek.

### Resor och dålig syn
Jorge Guillermo Borges tvingades tidigt dra sig tillbaka från sitt yrkesverksamma liv på grund av dålig syn, ett sjukdomssymptom som han ärvt från sin far och som senare skulle drabba även hans son. 1914 flyttade familjen till Genève där fadern fick behandling hos en ögonspecialist samtidigt som Borges och hans syster Norah (född 1902) började i skolan. Under denna tid lärde sig Borges med vissa svårigheter franska på skolan samtidigt som han på egen hand lärde sig tyska. Han utexaminerades 1918.
Efter första världskriget tillbringade familjen Borges tre år i Lugano, Barcelona, Mallorca, Sevilla respektive Madrid. I Spanien blev Borges medlem i den avantgardistiska ultraistiska litterära rörelsen och hans första dikt Hymn till havet, i samma stil som Walt Whitman, publicerades i tidskriften Grecia (Grekland på spanska). 

### Hem till Argentina
1921 återvände Borges till Buenos Aires. Han introducerade ultraismen i Sydamerika och inledde en karriär som författare genom att få essäer publicerade i olika litterära magasin. Borges första diktsamling var Fervor de Buenos Aires 1923 och han bidrog till avantgard-tidskriften Martín Fierro (vars "konst för konstens egen skull" kontrasterade mot den mer politiskt inriktade Boedo-gruppen). Borges var med om att grunda tidskrifterna Prisma, en tidskrift som affischerades på väggar i Buenos Aires 1921-1922, och Proa som utkom 1922-1926. Han bidrog redan till första numret av Sur som grundades av Victoria Ocampo 1931 och som blev Argentinas mest betydande litterära magasin. Ocampo sammanförde också Borges och hennes svåger Adolfo Bioy Casares. De två giganterna i argentinsk litteratur samarbetade i flera projekt, bland annat skrev de deckare tillsammans under pseudonymen H. Bustos Domecq.
1933 erhöll Borges posten som redaktör till tidningen Críticas litterära bilaga och det var i denna bilaga de verk som senare sammanställdes i Historia universal de la infamia först publicerades. Dessa stycken låg på gränsen mellan fack- och skönlitteratur; de använde sig av skönlitteraturens teknik för att berätta i grunden sanna historier; vissa utgjorde litterära förfalskningar som gjorde anspråk på att vara översatta textavsnitt från välkända men sällan lästa verk. Följande år arbetade Borges som litterär rådgivare åt bokförlaget Emecé Editores och skrev veckokolumner i El Hogar som utgavs 1936-1939.
Borges fader avled 1938 vilket var ett hårt slag då far och son stod varandra mycket nära. Nyårsafton 1939 drabbades Borges av en allvarlig skallskada och under den efterföljande behandlingen var han nära att avlida av blodförgiftning. Under konvalescensen började Borges skriva på sitt nu kända manér och hans första novellsamling Trädgården med gångar som förgrenar sig (El jardín de senderos que se bifurcan) utgavs 1941. I boken fanns författarens eget favoritstycke med: El sur som innehåller självbiografiska element som till exempel den nyss nämnda olyckshändelsen. Trots att novellsamlingen över lag fick ett gott mottagande gick den miste om de litterära utmärkelser som de i Borges' krets hade förväntat sig att den skulle få. Ocampo ägnade en stor del av julinumret av Sur 1941 till att återupprätta Borges och många framstående författare från Argentina och den spansktalande världen bidrog till projektet. 
Från 1937 arbetade Borges vid Buenos Aires stadsbiblioteks Miguel Cané-filial som förste assistent.

### Efter andra världskriget
När Juan Perón kom till makten 1946 fick Borges sparken – det vill säga han "befordrades" till "Höns- och kanininspektör" vid Buenos Aires' kommunala marknad, en post som han omedelbart avsade sig. Hans försyndelser gentemot peronisterna bestod i att ha undertecknat upprop för demokrati, men omedelbart efter sin uppsägning författade han ett brev i sin karaktäristiska stil adresserat till den argentinska litterära akademin: "Diktaturer främjar förtryck, diktaturer främjar slaveri, diktaturer främjar grymhet; men ännu värre är att de befrämjar idioti."
Utan arbete, med allt sämre syn och oförmögen att försörja sig som författare, påbörjade Borges en karriär som föreläsare. Borges uppnådde relativt stora framgångar trots viss politisk förföljelse och han blev en allt mer offentlig person. Han utsågs till ordförande i det argentinska författarsällskapet 1950-53 och var professor i engelsk och amerikansk kultur 1950-55 vid det argentinska samfundet för engelsk kultur. Hans novell Emma Zunz filmatiserades som Días de Odio 1954 av den argentinska regissören Leopoldo Torre Nilsson. Vid denna tid började också Borges skriva filmmanuskript.
1955 utsåg den nya antiperonistiska militärregeringen Borges, på Ocampos inrådan, till chef för nationalbiblioteket. Borges var då helt blind, liksom alla hans företrädare vid posten hade varit innan honom. Varken sammanträffandet eller ironin undgick Borges och han kommenterade dem i sitt skrivande:
Nadie rebaje a lágrima o reproche
esta demostración de la maestría
de Dios, que con magnífica ironía
me dio a la vez los libros y la noche.
Ingens tår eller förebråelse ska falla,
över denna mästerliga uppvisning,
genom vilken Gud, med utmärkt ironi,
samtidigt gav mig böckerna och natten.
Följande år mottog han det nationella litteraturpriset och från universitet i Cuyo erhöll han det första av flera hedersdoktortitlar. 1956-70 innehade också Borges en professur i litteratur vid Buenos Aires' universitet samtidigt som han ofta innehade andra tillfälliga poster vid andra universitet.
Eftersom han var oförmögen att läsa och skriva på egen hand, anlitande han sin mor, som han alltid stått mycket nära, som personlig sekreterare.

### Berömmelse och senare år
Borges' internationella berömmelse kom i början av 60-talet. 1961 tilldelades han samtidigt som Beckett Prix Formentor; den italienska regeringen gav honom titeln Commendatore; och vid University of Texas innehade han Tinkers gästprofessur under ett år. Detta erkännande fick honom att göra sin första föreläsningsserie i USA och den första engelska översättningen kom följande år följt av föreläsningar i Europa och Sydamerika under följande år. I Storbritannien tilldelades Brittiska Imperieorden 1965 följt av ett dussin andra utmärkelser i andra länder.
1967 inledde Borges ett femårigt samarbete med den amerikanske översättaren Norman Thomas di Giovanni genom vilket Borges författarskap blev mer allmänt känt i den engelsktalande världen. Han fortsatte också att publicera böcker, bland annat El libro de los seres imaginarios 1967, El informe de Brodie 1970 och El libro de arena 1975 ("Gåvornas natt" på svenska). Han höll också många föreläsningar varav många publicerats. 1971 tilldelades han Jerusalempriset.
När Perón återvände från sin exil och blev återvald som president 1973 avgick Borges som chef för nationalbiblioteket. 1975 avled Borges' mor och han inledde en serie föreläsningar över hela världen som kom att vara återstoden av hans liv. Han tilldelades Miguel de Cervantes pris 1979.
Borges var nominerad till Nobelpriset i litteratur åtskilliga gånger, första gången 1956. 1967 var han en av de tre slutkandidaterna till priset jämte Miguel Angel Asturias och Graham Greene. I Svenska Akademiens nobelkommitté fanns ett förslag om ett delat pris till Borges och Asturias, men till slut fick Asturias ensam priset.

### Privat och sista år
Borges var gift två gånger. 1967 gifte han sig med sin gamla vän Elsa Astete Millán. Äktenskapet varade i tre år och efter skilsmässan flyttade Borges tillbaka till sin mor. Under sina sista år levde Borges tillsammans med María Kodama med vilken han studerat anglosaxiska under ett antal år. Hon blev hans personliga sekreterare och 1984 publicerade de tillsammans en berättelse om sina resor över hela världen under namnet Atlas med bilder av Kodama och text av Borges. De gifte sig några månader innan Borges avled.
Borges avled i levercancer i Genève 1986 och begravdes på Cimetière des Rois i den stad där han en gång varit student.

## Författarskap
Borges betraktas som en stilbildande företrädare för postmodernistisk litteratur och hans verk har haft mycket stort inflytande över senare litteratur. Till Borges egna förebilder hörde Edgar Allan Poe och Franz Kafka. Hans verk utmärker sig för att på ett genreöverskridande sätt blanda fiktion och essä. Återkommande teman är labyrinter, bibliotek och tid. Hans verk rymmer mängder av anspelningar på litteratur från olika tider, även fiktiv sådan. Fastän mest känd för sin prosa inledde han sin författarbana som poet och är i Latinamerika lika känd för sina dikter.
Den mexikanske poeten och essäisten Octavio Paz skrev om Borges: "Han använde sig av tre genrer: essän, poesin och novellen. Uppdelningen är godtycklig. Hans essäer är som berättelser, hans berättelser är som poem och hans poem får oss att tänka som om de vore essäer."

## Bibliografi (utgivet på svenska)

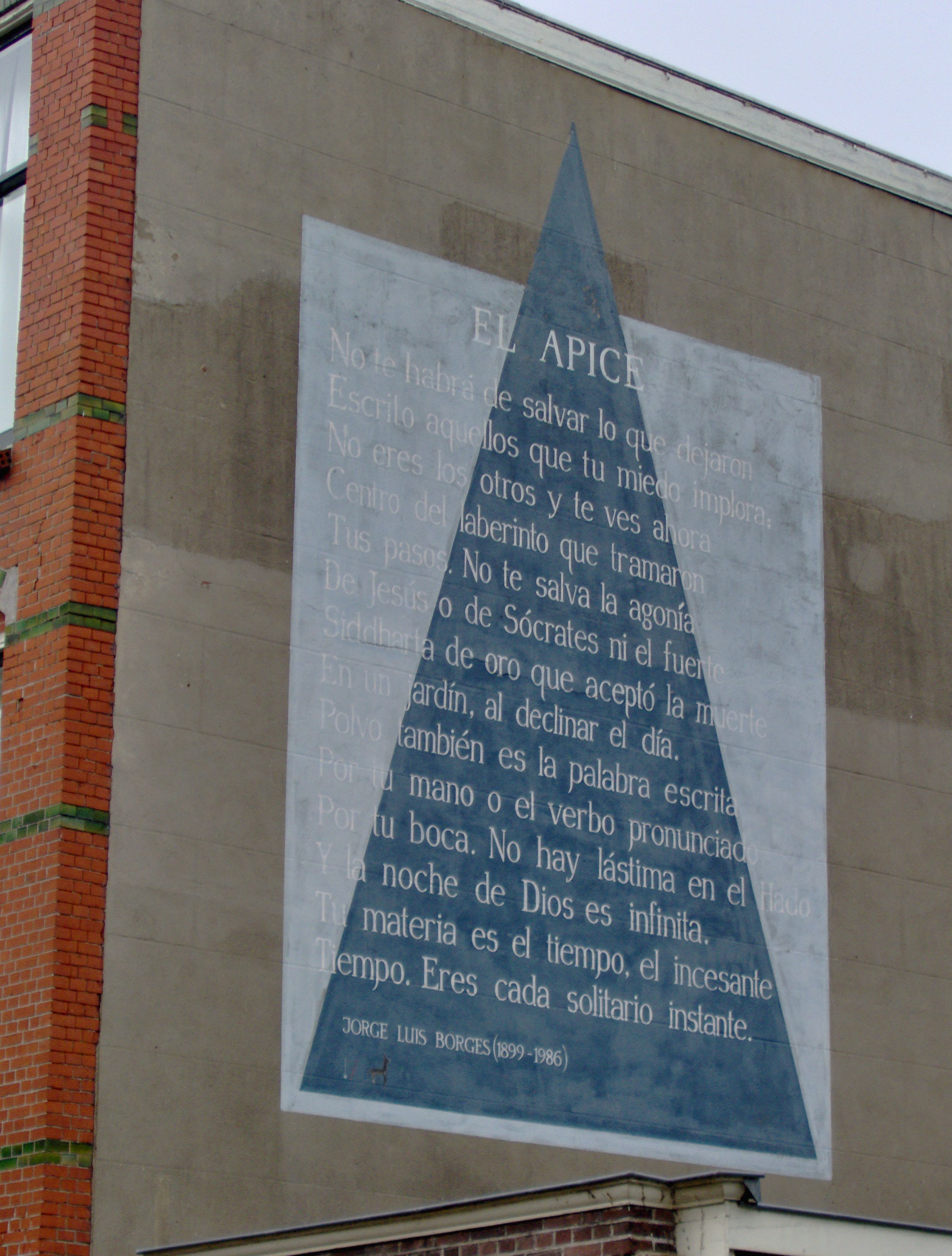
Jorge Luis Borges dikt El apice som väggdikt på Groenhovenstraat 18 i Leiden.